# Ancyla stolli
Ancyla stolli är en biart som beskrevs av Heinrich Friese 1922. Ancyla stolli ingår i släktet Ancyla och familjen långtungebin. Inga underarter finns listade i Catalogue of Life.